# Szűr
Szűr (Siehr in tedesco, Sur in croato) è un comune dell'Ungheria di 289 abitanti (dati 2008) situato nella contea di Baranya, regione Transdanubio Meridionale